# 李新 (宋朝)
李新（1062年—？），字元应，号跨鳌先生，四川仁寿人。宋朝政治人物、进士出身。

## 生平
元丰七年，入学太学。宋哲宗元祐五年（1090年）登进士，担任南郑县丞。元符三年（1100年），因应诏上万言书，被夺官羁管于遂州（现四川遂宁）。宋徽宗大观元年（1107年）遇赦，任代理梓州（今四川三台）司法参军。宣和五年（1123年，任茂州通判。著有《跨鳌集》。